# 同江站
同江站，位于中华人民共和国黑龙江省佳木斯市同江市同江镇，是向哈铁路上的火车站，建于2003年，2016年7月14日开通客运业务，由哈尔滨铁路局管辖。

## 車站周邊
- 同江市人民政府
- 同江市粮食局
- 同江市水务局
- 同江市出入境检验检疫局

## 歷史
- 建于2003年。
- 2016年7月14日开通客运业务。

## 外部連結
- 中国铁路客户服务中心（页面存档备份，存于）